# Toy (canción)
«Toy» —en español «Juguete»— es una canción de la cantante israelí Netta, y el tema elegido para representar a Israel en el Festival de la Canción de Eurovisión 2018, el cual ganó. El tema fue escrito por Doron Medalie y Stav Beger, y producida por este último. La canción fue lanzada el 11 de marzo de 2018, junto con su videoclip oficial de música, que fue dirigido por Keren Hochma. La canción se filtró en Internet un día antes del lanzamiento oficial.
La canción ganó el Festival de la Canción de Eurovisión 2018, con 529 puntos. Es la cuarta vez que Israel gana Eurovisión tras 1978, 1979 y 1998.

## Letra
La letra de la canción está en su mayoría en inglés, con la excepción de la frase en hebreo אני לא בובה (ani lo buba, «no soy una muñeca»), y el argot hebreo סטפה (stefa, que significa fajo de billetes).
La letra es una canción de empoderamiento femenino y supone una crítica de la visión de la mujer como un objeto con frases como «no soy tu juguete, eres un chico estúpido, te derribaré», «no soy una muñeca», «la Barbie tiene algo que decir» y «mujer maravillosa, nunca olvides que eres divina».
El cacareo de la canción, según Netta, por un lado, «expresa alguien cobarde, un gallina que trata a una mujer como un juguete». También repite la palabra baka que significa idiota en japonés.

## Eurovisión
«Toy» fue elegida para competir en la primera semifinal del festival de Eurovisión el año 2018, interpretándose en el séptimo lugar en un total de diecinueve canciones. Se clasificó para la final después de estar entre las diez canciones más votadas basadas en una combinación de jurado y televoto. En la final, quedó en el tercer lugar después de la votación del jurado, con 212 puntos, y ganó gracias al televoto con 317 puntos, quedando en primer lugar con una puntuación combinada de 529 puntos.

## Créditos y personal
Grabación
- Grabado en Stav Beger Studios (Tel Aviv)
- Publicado por Tedy Productions y Unicell

Personal
- Netta – voz, arreglos de una unidad de efectos (loop)
- Doron Medalie – composición
- Stav Beger – composición, producción, percusión, mezclado y masterización
- Avshalom Ariel – arreglos de loop
- Ami Ben Abu – teclados
- Shimon Yihye – guitarras
- Daniel Rubin, Maayan Bukris y Liron Carakukly – voces de fondo

## Listas de éxitos
| Lista (2018)                                | Posición |
| ------------------------------------------- | -------- |
| Bélgica (Flandes) (Ultratip Bubbling Under) | 44       |
| Israel (Media Forest)                       | 1        |
| España (PROMUSICAE)                         | 16       |